# Port lotniczy Nawabshah
Port lotniczy Nawabshah (IATA: WNS, ICAO: OPNH) – międzynarodowy port lotniczy położony w mieście Nawabshah, w prowincji Sindh, w Pakistanie.